# Comté de Gérone
 (octobre 2009).
Si vous disposez d'ouvrages ou d'articles de référence ou si vous connaissez des sites web de qualité traitant du thème abordé ici, merci de compléter l'article en donnant les références utiles à sa vérifiabilité et en les liant à la section « Notes et références ».
Le comté de Gérone (en catalan : Comtat de Girona ; en espagnol : Condado de Gerona) est une circonscription du royaume franc née vers la fin du VIIIe siècle dans la marche d'Espagne. Le comté se situait dans l'actuelle province de Gérone dans l'autonomie de Catalogne, en Espagne.

## Origines
C'est au début du VIIIe siècle, à partir de 711, qu'a lieu en quelques années la conquête de la péninsule ibérique par une armée arabo-berbère venue d'Afrique du Nord. 
Entre 785 et 811, les Francs (Carolingiens) fondent une « marche » notamment au nord-est de l'Espagne, autour du Comté de Barcelone.
Le comté de Gérone a été constitué après le ralliement de la ville de Gérone au royaume carolingien, dans les dernières années des années 780. Le roi Charles Ier (futur Charlemagne) nomma comte un aristocrate goth du nom de Rostaing. Le comté de Gérone s'étend alors de la Méditerranée à la région de Vic et aux Pyrénées. Il comprend les pagi (pays) de Besalú et d'Empúries. Au début des années 810, le pagus d’Empúries se détache de Gérone pour former un comté indépendant. En 812, le comté de Gérone est confié au comte Berà de Barcelone. Les deux comtés restent administrés par le même comte jusqu'en 849. 
Ces comtes sont souvent de grands aristocrates francs possédant des domaines importants et administrant de larges ensembles comtaux, comme Bernard de Septimanie, marquis de Septimanie ou Gothie et comte de Barcelone, Lodève, Uzès, Carcassonne, Toulouse, Narbonne, Ausone, Béziers, Agde, Mauguio et Nîmes. Le comté de Gérone retrouve une indépendance locale entre 849 et 870, année où Charles le Chauve investit comte Bernard de Gothie, marquis de Gothie et comte de Barcelone, Narbonne et de Roussillon. En 878, Louis le Bègue destitue Bernard pour trahison et confie les comtés de Barcelone et de Gérone à Guifred le Velu, fondateur de la dynastie de Barcelone, à l'origine de l'État catalan. Le comté de Gérone est désormais uni à celui de Barcelone.

## Le comté de Gérone uni à celui de Barcelone
Le comte Guifred le Velu sépare du comté de Gérone le pagus de comté de Besalú et l'érige en comté indépendant pour son plus jeune fils Radulf. À la mort de ce dernier (913), son héritage est convoité par les deux autres fils de Guifred, Sunyer Ier de Barcelone et Miron II de Cerdagne. C'est finalement ce dernier qui l'emporte, le comté de Besalú se sépare définitivement de celui de Gérone. La construction de l'État barcelonais, puis catalan par les comtes de Barcelone laisse peu de place à l'existence d'un comté de Gérone indépendant. Le comté est parfois constitué en douaire pour des comtesses veuves, comme Ermessende de Carcassonne, veuve de Raymond Borrell. Il conserve toutefois un monnayage propre et un vicomte particulier. Cette vicomté finit par devenir une seigneurie sans rapport particulier avec Gérone et prend à la fin du XIe siècle le titre de vicomté de Cabrera, du nom de la forteresse principale des vicomtes.
En 1351, le roi Pierre IV d'Aragon donne à son fils Jean le titre de duc de Gérone, avec les ressources des comtés de Gérone, Besalú, Empúries et Osona. Ce titre reste celui des héritiers à la couronne d'Aragon jusqu'à 1416, quand le roi Ferdinand Ier d'Aragon décide d'ériger le duché en principauté. Aujourd'hui, le titre de prince de Gérone est porté par l'héritier du roi d'Espagne.